# Alpha (Michigan)
Alpha is een plaats (village) in de Amerikaanse staat Michigan, en valt bestuurlijk gezien onder Iron County.

## Demografie
Bij de volkstelling in 2000 werd het aantal inwoners vastgesteld op 198.
In 2006 is het aantal inwoners door het United States Census Bureau geschat op 182, een daling van 16 (-8,1%).

## Geografie
Volgens het United States Census Bureau beslaat de plaats een oppervlakte van
2,5 km², waarvan 2,4 km² land en 0,1 km² water.

## Plaatsen in de nabije omgeving
De onderstaande figuur toont nabijgelegen plaatsen in een straal van 24 km rond Alpha.